# Beklya
Beklya är en ort i Azerbajdzjan.   Den ligger i distriktet Qobustan Rayonu, i den östra delen av landet, 90 kilometer väster om huvudstaden Baku. Beklya ligger 979 meter över havet och antalet invånare är 280.
Terrängen runt Beklya är huvudsakligen lite kuperad. Beklya ligger uppe på en höjd. Närmaste större samhälle är Nabur, 2,8 kilometer nordost om Beklya. 
Trakten runt Beklya består till största delen av jordbruksmark. Runt Beklya är det ganska glesbefolkat, med 31 invånare per kvadratkilometer.